# Меџик Џонсон
Ервин „Меџик” Џонсон Млађи (енгл. Earvin Magic Johnson Jr.; Лансинг, Мичиген, 14. август 1959) бивши је професионални амерички кошаркаш. Изабран је у 1. кругу (1. укупно) НБА драфта 1979. од стране Лос Анђелес лејкерса. Целу своју професионалну каријеру провео је у дресу Лејкерса. У својој првој сезони освојио је награду за најкориснијег играча НБА лиге. Пензионисао се 1991. када је објавио да је носилац ХИВ вируса, али је играо на Ол-стар утакмици 1992. године и освојио награду за најкориснијег играча Ол-стара. Вратио се кошарци 1996. и одиграо 32 утакмице за Лејкерсе пре него што се трећи и последњи пут пензионисао.
Три пута је био најкориснији играч лиге, девет пута је играо у НБА финалу, дванаест пута наступио је на Ол-стару, док је девет пута био изабран у најбољу прву петорку и једном у најбољу другу петорку сезоне. Четири сезоне је био најбољи асистент лиге и предводио је НБА лигу са просечних 11,2 асистенције по утакмици. Био је члан америчког Дрим-тима који је на Олимпијским играма 1992. у Барселони освојио златну медаљу.

## Детињство и младост
Ирвин Џонсон Јуниор, шесто је дете Ирвина Сениора и Кристине. Ирвин Сениор је био радник у Џенерал моторсу, док је Кристина обављала посао школског домара. Одрастао је у Лансингу, савезној држави Мичиген и као дечак заволео је кошарку. Џонсон је добио надимак „Меџик” када је током играња за средњу школу Лансинг Еверет у једној утакмици постигао трипл-дабл - 36 поена, 18 скокова и 16 асистенција. Спортски новинар Фред Стебли након завршетка утакмице надимак је објавио у својој колумни у новинама Лансинг Стејт Журнал, упркос противљењу његове мајке хришћанке која је мислила да је тај назив светогрдан. У финалној утакмици сезоне предводио је Лансинг Еверет до скора 27-1, уз просек од 28,8 поена и 16,8 скокова по утакмици, до победе након продужетка и освајања државног првенства.

## Универзитет
Иако је могао бирати међу многим познатим универзитетима попут Индијане и УЦЛА, Џонсон је одабрао универзитет ближе своме дому. Иако је у почетку хтео на универзитет Мичиген, након разговора са тренером Мичиген Стејта, Џудом Хеаткотеом одлучио је похађати њихов универзитет.
Џонсон на почетку није хтео професионално играти кошарку, него се више окренуо студирати комуникационе науке, у жељи да једног дана постане телевизијски коментатор. Играјући са будућим НБА драфтовима Грегом Келсером, Џејом Винсентом и Мајком Брковичем, Џонсон је као играч прве године у просеку постизао 17 поена, 7,9 скокова и 7,4 асистенција по утакмици. Одвео је Спартансе до скора 25-5 и наслова првака Биг Тен конференције. У првом издању НЦАА турнира 1978. године одвео је тим међу осам најбољих, али су тамо испали од каснијих шампиона Кентакија.
Током сезоне 1978/79. Мичиген Стејт поново је играо на НЦАА турниру и одвео тим до финала. Тамо су се обрачунали са универзитетом Индијана Стејт који је био предвођен играчем последње године Лари Бирдом. У најгледанијој утакмици у историји универзитетске кошарке, Мичиган Стејт је поразио је Индијану са 75:74, а Џонсон је изабран за најистакнутијег играча полуфинала НЦАА лиге. Након две године проведене на универзитету, на којима је у просеку постизао 17,1 поена, 7,6 скокова и 7,9 асистенција, Џонсон се пријавио на драфт.

## НБА

### Руки сезона (1979–1980)
Џонсон је изабран као први избор НБА драфта 1979. од стране Лос Анђелес лејкерса. Изјавио је да је невероватно то што ће имати прилику да игра заједно са Каримом Абдул-Џабаром. Упркос својој центарској доминацији, Абдул-Џабар никада са Лејкерсима није освојио НБА титулу и надао се да ће му Џонсон помоћи у томе. Џонсон је у просеку постизао 18, поена, 7,7 скокова и 7,3 асистенције по утакмици, а изабран је у најбољу петорку рукија и стартера на Ол-стар утакмици. Награду за НБА рукија године добио је његов ривал Лари Бирд из Бостон селтикса.
Лејкерси су сезону завршили са скором 62-20 и стигли до НБА финала 1980. године. У финалу су играли против Филаделфија севентисиксерса, предвођеним Џулијусом Ирвингом. Лејкерси су водили у серији 3-2, али је Абдул-Џабар, који је просечно у серији постизао 33 поена, у петој утакмици ишчашио зглоб и пропустио шесту утакмицу. Главни тренер Лејкерса Пол Вестхед у шестој утакмици преместио је Џонсона на позицију центра, а на крају те утакмице имао је 42 поена, 15 скокова и 7 асистенција и то је било довољно за његову прву НБА титулу. Џонсон је постао једини руки у историји НБА који је освојио награду најкориснијег играча НБА финала. Исто тако постао је четврти играч који је заредом освојио наслов НЦАА и НБА првака.

### Успони и падови (1980–1983)
У почетку сезоне 1980/81. Џонсон је зарадио повреду хрскавице левог колена. Пропустио је 45 утакмица и изјавио да му је рехабилтација најтеже пала. Вратио се пре почетка доигравања 1981. али је Лејкерсов помоћни тренер и будући главни, Пет Рајли изјавио да је нестрпљиво чекао повратак Џонсона у тим. Лејкерси су у првом кругу доигравања играли против Хјустона и након три утакмице имали скор 2-1.
Године 1981, Џонсон је потписао 25-годишњи уговор вредан 25 милиона долара са Лејкерсима што је тада био највећи уговор икада потписан у спорту. Почетком нове сезоне, Џонсон се сукобио са тадашњим главним тренером Полом Вестхедом, којем је изјавио да Лејкерси играју споро и предвидљиво. Након што је захтевао да се мења у неку другу екипу, власник Лејкерса Џери Бас отпустио је Вестхеда на месту тренера и на клупу поставио Рајлија. Иако је демантовао да има икакве везе са отказом Вестхеда, Џонсон је био извиждан од публике широм лиге па чак и од Лејкерсових навијача. Упркос проблемима ван терена, Џонсон је у просеку постизао 18,6 поена, 9,6 скокова и 9,5 асистенција, те је изабран у најбољу другу петорку сезоне. Придружио се Вилту Чемберлејну и Оскару Робертсону као јединим НБА играчима који су у једној сезони постигли најмање 700 поена, 700 скокова и 700 асистенција. Лејкерси су поново стигли до НБА финала и други пут у задње три године играли против Филаделфије. У шестој утакмици, за Лејкерсе одлучујућој, Џонсон је постигао трипл-дабл и одвео тим до наслова првака, и други пут је у каријери изабран за најкориснијег играча финала. Током финалне серије у просеку је постизао 16,2 поена, 10,8 скокова, 8,0 асистенција по утакмици. Касније је изјавио да су Лејкерси у његовој трећој сезони постали одличан тим, и све то заслугама Рајлија.
У сезони 1982/83. Џонсон је у просеку постизао 16,8 поена, 8,6 скокова и 10,5 асистенција, те је по први пут у каријери изабран у најбољу прву петорку сезоне. Лејкерси су поново стигли до финала и трећи пут у задње четири године играли против Филаделфије. У Филаделфију је стигао Мозиз Малон и он је заједно са Ирвингом водио тим до наслова првака, а Малон је проглашен најкориснијим играчем финала. Разлози пораза Лејкерса леже и у томе да су им главни играчи попут Норма Никсона, Џејмса Вортија и Боба Мекадуа били повређени. Током финалне серије Џонсон је у просеку постизао 19 поена, 7,8 скокова и 12,5 асистенција по утакмици.

### Ривалство и борба са Селтиксима (1983–1987)
У својој петој професионалној сезони, Џонсон је у просеку постизао 17,6 поена, 7,3 скокова и 13,1 асистенцију по утакмици. Лејкерси су трећу годину заредом стигли до НБА финала и први пута у доигравању заиграли против Бирдових Селтикса. Лејкерси су победили у првој и са два поена предности водили у другој утакмици 18 секунди пре краја, а након погођеног alley-oopa Џералда Хендерсона, Џонсон није успео да погоди шут пре звука сирене и тако су Лејкерси у продужетку изгубили 124:121. У трећој утакмици, Џонсон је у победи 137:104 постигао 21 асистенцију, али је у четвртој направио неколико кључних грешака. У последњем минуту утакмице, Џонсон је украо лопту центру Селтикса Роберту Паришу и промашио два слободна бацања који су их стајали победе. Селтикси су на крају славили у продужетку те утакмице. Следеће две утакмице отишле су на страну једне и друге екипе, а одлучујућа седма утакмица играла се у Бостону. Лејкерси су минут пре краја били три поена у заостатку и имали лопту за нови напад, али је Денис Џонсон украо лопту Џонсону и серија је отишла на страну Селтикса. Током финала, Џонсон је у просеку постизао 18, поена, 7,7 скокова и 13,6 асистенција по утакмици.
У регуларном делу сезоне, Џонсон је у просеку постизао 18,3 поена, 6,2 скока, и 12,6 асистенција и водио Лејкерсе до новог финала, где су поново играли против Селтикса. Прву утакмицу Лејкерси су започели веома лоше и изгубили са 34 поена разлике. Међутим, тада већ 38-годишњи Абдул-Џабар, у другој утакмици финала постиже 30 поена и сакупља 18 скокова, док су његових 36 поена у петој утакмици одвели Лејкерсе до вођства од 3-2. Након што су Лејкерси поразили Селтиксе у шест утакмица, Абдул-Џабар је изјавио да је ово финале његов врхунац каријере.
Џонсон је у сезони 1985/86. у просеку постизао 18,8 поена, 5,9 скокова и 12,6 асистенција, али су Лејкерси у пет утакмица поражени у конференцијском финалу од Хјустона. Следеће сезоне, Џонсон је у просеку постизао рекордних 23,9 поена, 6,3 скокова и 12,2 асистенција по утакмици. По први пут у каријери добио је награду за најкориснијег играча лиге. Лејкерси и Селтикси су се по трећи пут сусрели у НБА финалу, а Џонсон је у четвртој утакмици секунду пре краја погодио hook shot преко играча Селтикса Париша и Кевина Мекхејла за победу 107:106. На крају су Лејкерси у шест утакмица савладали Селтиксе, а Џонсон је по трећи пут у каријери освојио награду за најкориснијег играча финала.

### Поновни узлет и долазак Булса (1987–1991)
Пре почетка сезоне 1987/88. тренер Лејкерса, Пет Рајли у јавности је дао обећање да ће Лејкерси одбранити наслов НБА првака, иако франшиза од 1969. године никада није два пута заредом узела ту престижну титулу. Џонсон је имао још једну одличну сезону и у просеку постизао 19,6 поена, 6,2 скока и 11,9 асистенција по утакмици. У доигравању 1988. Лејкерси су преживели серије 4-3 против Јута џеза и Далас маверикс и стигли до финалне серије против Детроит пистонса, тада познатијих под називом Бед бојс због њиховог стила игре. Након шест утакмица серија је била изједначена и играла се одлучујућа седма утакмица. У последњој утакмици, Лејкерсово крило и најкориснији играч НБА финала Џејмс Ворти постигао је свој први трипл-дабл каријере - 36 поена, 16 скокова, и 10 асистенција и одвео тим до победе 108:105. Упркос томе што није изабран за најкориснијег играча, Џонсон је у финалној серији играо сјајно и у просеку постизао 21,1 поен (шут из игре 55%), 5,7 скокова и 13 асистенција по утакмици.
У сезони 1988/89. у просеку је постизао 22,5 поена, 7,9 скокова, и 12,8 асистенција по утакмици и по други пут у каријери освојио награду за најкориснијег играча лиге. Лејкерси су поново у финалу играли са Пистонсима, а након повреде Џонсона у другој утакмици, Лејкерси нису имали одговора на игру Пистонса који су их победили са глатких 4-0.
Следеће сезоне у пензију одлази Абдул-Џабар, а Џонсон по трећи пут у каријери добија награду за најкориснијег играча лиге и предводи свој тим са 22,3 поена, 6,6 скокова и 11,5 асистенција по утакмици. Међутим, Лејкерси су изненађујуће поражени у полуфиналу Запада од Финикс санса, што је најраније испадање франшизе у последњих девет година. У сезони 1990/91. Меџик наставља са добрим играма и у просеку постиже 19,4 поена, 7 скокова и 12,5 асистенција по утакмици. Лејкерси су поново стигли до новог финала, у којем су играли против Џорданових Булса. Иако су у главним улогама били Џордан и Џонсон, Скоти Пипен одиграо је важну улогу у чувању Џонсона. Џонсон је током финалне серије постигао два трипл-дабл учинка, али Џордан је славио у серији 4-1, узевши наслов НБА првака и награду за најкориснијег играча финала. У својој последњој сезони са насловом НБА првака у просеку је постизао 18,6 поена, 8,0 скокова и 12,4 асистенције по утакмици.

### Објава налаза позитивног на ХИВ вирус и Олимпијске игре (1991–1992)
Након лекарског прегледа пре почетка сезоне 1991/92. Џонсон је открио да је носилац ХИВ-а. Дана 7. новембра 1991. на конференцији за новинаре јавно је објавио стање свог здравља и одмах се повукао из кошарке. Навео је да његова супруга и њихов још нерођени син немају ХИВ, те да ће посветити свој живот борби против те болести. Џонсон је у почетку рекао да не зна како је дошао у контакт са том болешћу, али је касније сам себе демантовао и признао да је током своје каријере имао више сексуалних односа. У то време, само је мали број хетеросексуалних особа било позитивно регистровано ХИВ-ом и сумњало се да је Џонсон био геј или бисексуалац, иако је он то оштро демантовао. Џонсон је постао главна вест у свим медијима Сједињених Држава, а 2004. изабран је међу ЕСПН-ових седам највећих тренутака у последњих 25 година. У многим чланцима постао је национални херој, а амерички председник Џорџ Х. В. Буш изјавио је: "Меџик је за мене херој и херој за све оне који воле спорт"."
Упркос свом пензионисању, Џонсон је као стартер изабран на НБА Ол-стар утакмицу 1992. године, иако су његови бивши саиграчи Бајрон Скот и Еј Си Грин изјавили да он не би требало да наступи, док су од тада активних играча попут Карла Малоуна тврдили да би се могли заразити том болешћу, ако би Џонсон током игре зарадио отворену рану.</ref> Џонсон је предводио Запад до победе 153:113 и проглашен је најкориснијим играчем НБА Ол-стар утакмице. Постигао је 25 поена, 5 скокова и 9 асистенција, а након завршетка утакмице играчи обе екипе затрчали су се према Џонсону и честитали му.
Џонсон је изабран да се такмичи на Олимпијским играма 1992. године за кошаркашки тим САД, који је био познат под називом тим снова због НБА звезда на списку. У тиму снова заједно са Џонсоном били су и остали велики играчи, као што су Мајкл Џордан, Чарлс Баркли, Лари Бирд и тај тим је сматран непобедивим. Тим снова је доминирао на такмичењу, освојивши златну медаљу са скором 8-0, а своје противнике су побеђивали у просеку за 43,8 поена по утакмици. Џонсон је у просеку бележио 8 поена по утакмици током Олимпијаде, а са 5,5 асистенција по утакмици био је други у свом тиму. Џонсон је играо ретко због проблема са коленима, али је често дочекан овацијама из публике и користио сваку прилику да инспирише ХИВ позитивне особе.

### Каснији живот (1992–1996)
Пре почетка сезоне 1992/93. Џонсон је најавио могући повратак у НБА лигу. Након што је играо и тренирао у предсезонским утакмица припремајући се за повратак, изјавио је да се неће вратити на паркете, наводећи као разлоге неодобравање неких НБА играча око његовог повратка. Током свог пензионисања написао је књигу о безбедном сексу, водио неколико предузећа, радио као коментатор на телевизијској мрежи NBC и био са кошаркашком екипом која се састојала од бивших универзитетских и НБА играча на турнеји по Азији и Аустралији.
У НБА се вратио као главни тренер Лејкерса и то пред крај сезоне 1993/94. заменивши на клупи Рендија Пфунда. Након што је изгубио пет од последњих шест утакмица, Џонсон је најавио да ћа дати оставку на крају сезоне, а уместо тога одлучио је у јуну 1994. купити 5% удела у франшизи. Следеће сезоне са већ 36 година на леђима још се једном вратио као играч у тим Лејкерса. Играо је на позицији крилног центра и у последњих 32 утакмице сезоне у просеку постизао 14,6 поена, 5,7 скокова и 6,9 асистенција. Након пораза Лејкерса од Хјустона у првом кругу доигравања, Џонсон је објавио коначан крај своје каријере.

### Извршна каријера
Џонсон је 21. фебруара 2017. заменио Џима Баса на месту председника кошаркашких операција Лос Анђелес Лејкерса. Под Џонсоном, Лејкерси су настојали да ангажују више спортских звезда и постојећих играча, укључујући будућег Ол-Стар Д’Анџела Расела. Франшиза је постигла договор са слободним агентом Леброном Џејмсом о четворогодишњем уговору 2018. године, али су се покушаји да га мењају за Ентонија Дејвиса током сезоне 2018–19 показали неуспешним. Лејкерси нису стигли до плеј-офа током Џонсоновог извршног мандата. На импровизованој конференцији за новинаре 9. априла 2019. Џонсон је дао оставку и истакао је своју жељу да се врати улози НБА амбасадора.

### Пословни подухвати
Његова продуцентска кућа Magic Johnson Entertainment  је 1997. потписала је уговор са Фоксом. Током 1998. Џонсон је водио ток-шоу на Фокс мрежи под називом The Magic Hour али је емисија отказана након два месеца због ниске гледаности. Убрзо након отказивања његовог ток шоуа, Џонсон је покренуо издавачку кућу. Бренд који се првобитно звао Magic 32 Records,, преименована је у Magic Johnson Musicкада је Џонсон потписао да ради заједничко предузеће са МЦА 2000. године. Magic Johnson Music и Р&Б извођач Авант потписали су први уговор. Џонсон је такође копромовисао Velvet Rope Tour певачице Џенет Џексон преко своје компаније Magicworks. Такође је радио као мотивациони говорник и био је НБА коментатор за ТНТ седам година, пре него што је постао аналитичар из телевијског студија, за ЕСПН-ов NBA Countdown 2008.
Џонсон води Magic Johnson Enterprises, конгломерат који има нето вредност 700 милиона долара.
Након контроверзе везаних за Доналда Стерлингу, одређени медијски извештаји су указивали на то да је Џонсон изразио интересовање за куповину Лос Анђелес Клиперсе.

## Приватан живот
Први пут је постао отац 1981. године када му се родио син Андре Џонсон. Иако је Андре живео с мајком Мелисом Мичел, он се преко летњих месеци дружио с оцем, а у октобру 2005. отац га је запослио у својој фирми Magic Johnson Enterprises. Џонсон се 1991. оженио са Ерлитом Кели. Са њом је добио сина Ирвина III, који се отворено декларише као хомосексуалац и учествује у ријалити програму „Богата деца Беверли хилса“ (енгл. Rich Kids of Beverly Hills). Пар је 1995. усвојио и кћерку Елису. Џонсон тренутно живи у месту Дејна Појнт у Калифорнији.
Године 1998. постао је водитељ касно вечерњег ток шоуа телевизијске мреже Фокс, The Magic Hour, али након два месеца приказивања отказан је због слабе гледаности. Присталица је Демократске странке, подржавао је Фила Ангелидиса за гувернера Калифорније и Хилари Клинтон за председницу Сједињених Америчких Држава.
Џонсон је хришћанин и рекао је да му је вера „најважнија ствар“ у његовом животу.

### Борба против ХИВ-а
Џонсон је 1991. године дијагностикован носиоцем вируса ХИВ-а. У својим јавним иступима често наглашава разлику између ХИВ-а и сиде. ХИВ је вирус, а сида је завршна фаза болести која изазива смрт. Постао је познати говорник о овој болести те је основао и фондацију Magic Johnson Foundation за борбу против ње. Његово добро здравствено стање је изазвало сумње да уопште болује од АИДС-а, што је он оштро демантовао.
Како би спречио даље ширење ХИВ-а, односно настанка сиде, Џонсон свакодневно узима лекове. Рекламирао је ГлаксоСмитКлајн лекове, и у партнерству је са компанијом Абот лабораторије јавно заговарао борбу против сиде у Афричко-Америчкој заједници.

### Веза са Џеријем Басом
Џонсон је имао изузетно близак однос са власником Лејкерса Џеријем Басом, кога је видео као ментора и очинску фигуру. Називао је Баса својим „другим оцем“ и „једним од [његових] најбољих пријатеља“, Џонсон је провео пет сати у посети Басу у болници, само неколико месеци пре његове смрти од рака 2013. године. У изјави за медије само неколико сати након што је Бас умро, Џонсон је био емотиван: „Без др Џерија Баса, нема магије“. Бас је купио тим од Џека Кента Кука 1979. године, нешто пре него што је драфтовао Џонсона као број 1 на НБА драфту 1979. године. Бас се посебно заинтересовао за Џонсона и упознао га је са важним пословним контактима у Лос Анђелесу и показао му је како се воде Лејкерси, пре него што је на крају продао Џонсону удео у тиму 1994. Џонсон приписује Басу то што му је дао пословно знање које му је омогућило да постане део власника Лос Анђелес Доџерса.
Бас је подржао Џонсона када је сазнао да има ХИВ-а 1991. године, и никада није оклевао да задржи Џонсона у оквиру организације; увео га је у организацију као сувласника па чак и као тренера. Џонсон никада није озбиљно размишљао о тренерском послу, али је пристао да преузме позицију главног тренера у Лејкерсима 1994. на Басов захтев. Током 1992, Бас је дао Џонсону уговор који му је плаћао 14 милиона долара годишње, као надокнаду за све године док није био најплаћенији играч лиге. Иако је Џонсоново пензионисање пре НБА сезоне 1992–93 поништило овај уговор, Бас је инсистирао да и даље буде плаћен. Управо је овај аранжман омогућио Џонсону да тренира тим без примања додатне плате. Након што је Џонсон завршио тренерски стаж, Бас му је продао 4% удела у Лејкерсима за 10 милиона долара, а Џонсон је био извршни директор тима.

## Рекорди и достигнућа каријере
Џонсон је током своје НБА каријере одиграо 905 утакмица, постигао 17,707 поена, 6659 скокова и 10,141 асистенцију, што у просеку износи 19,5 поена, 7,2 скока и 11,2 асистенције по утакмици. Дели рекорд доигравања у асистенцијама на једној утакмици (24), држи рекорд НБА финала у асистенцијама (21) и најбољи је асистент у историји доигравања (2346). Држи рекорд у асистенцијама на једној Ол-стар утакмици (22) и најбољи је асистент Ол-стара са укупних 127 асистенција.
Џонсон је кошарци донео нови стил игре назван "Showtime", који је описан као игра са брзим контранападима, атрактивним додавањима и мноштвом поена. Био је специфичан у свету кошарке, јер је са висином од 2,06 m био нетипичне грађе за плејмејкера, али је због шутерских и додавачких способности углавном играо ту позицију. У каријери је остварио 117 трипл-дабл учинака и налази се на другом месту иза још једног великана НБА кошарке Оскара Робертсона који их је постигао 181. Због својих признања 1996. проглашен је међу 50 највећих играча у историји НБА, а 2002. ушао је у кошаркашку Кућу славних.
Током 2010. Џонсон и тада активни и бивши НБА играчи као што су Леброн Џејмс, Двајн Вејд и Бил Расел, као и Маја Мур из ВНБА, играли су кошаркашку утакмицу са председником Бараком Обамом у оквиру егзибиционог меча за групу америчких војника који су били повређени у акцији. Утакмица се играла у теретани у Форт МакНер-у, а новинарима који су пратили председника није било дозвољено да присуствују. Кошаркаши меч био је сегмент других свечаности организованих поводом прославе Обаминог 49. рођендана.

### Ривалство Бирд - Меџик
Џонсон и Бирд први пут су се сусрели у финалу НЦАА лиге 1979. где је Џонсонов Мичиген Стејт однео победу. Током 80-их пуно пута су се сусретали у регуларном делу, а и у НБА финалима 1984, 1985. и 1987. Ускоро је ривалство Селтикса и Лејкерса, а поготово Џонсона и Бирда постало једним од највећих ривалстава у професионалном спорту. Током 80-их Бирд и Џонсон заједно су освојили 8 НБА наслова (5 Џонсон и 3 Бирд). Ривалство Лејкерса и Селтикса током регуларног дела, а поготово за време финала било је врло изражено и пропраћено путем медија. Упркос великом ривалству на терену Бирд и Џонсон постали су велики пријатељи.

## НБА статистика
| † | означава сезону када осваја НБА титулу |
| * | најбољи у лиги                         |

### Регуларна сезона
| Сезона    | Екипа    | ОУ  | СУ  | МПУ  | ПШ%  | 3П%  | СБ%   | СПУ | АПУ   | УПУ  | БПУ | ППУ  |
| --------- | -------- | --- | --- | ---- | ---- | ---- | ----- | --- | ----- | ---- | --- | ---- |
| 1979/80.† | Лејкерси | 77  | 72  | 36.3 | .530 | .226 | .810  | 7.7 | 7.3   | 2.4  | 0.5 | 18.0 |
| 1980/81.  | Лејкерси | 37  | 35  | 37.1 | .532 | .176 | .760  | 8.6 | 8.6   | 3.4* | 0.7 | 21.6 |
| 1981/82.† | Лејкерси | 78  | 77  | 38.3 | .537 | .207 | .760  | 9.6 | 9.5   | 2.7* | 0.4 | 18.6 |
| 1982/83.  | Лејкерси | 79  | 79  | 36.8 | .548 | .000 | .800  | 8.6 | 10.5* | 2.2  | 0.6 | 16.8 |
| 1983/84.  | Лејкерси | 67  | 66  | 38.3 | .565 | .207 | .810  | 7.3 | 13.1* | 2.2  | 0.7 | 17.6 |
| 1984/85.† | Лејкерси | 77  | 77  | 36.1 | .561 | .189 | .843  | 6.2 | 12.6  | 1.5  | 0.3 | 18.3 |
| 1985/86.  | Лејкерси | 72  | 70  | 35.8 | .526 | .233 | .871  | 5.9 | 12.6* | 1.6  | 0.2 | 18.8 |
| 1986/87.† | Лејкерси | 80  | 80  | 36.3 | .522 | .205 | .848  | 6.3 | 12.2* | 1.7  | 0.4 | 23.9 |
| 1987/88.† | Лејкерси | 72  | 70  | 36.6 | .492 | .196 | .853  | 6.2 | 11.9  | 1.6  | 0.2 | 19.6 |
| 1988/89.  | Лејкерси | 77  | 77  | 37.5 | .509 | .314 | .911* | 7.9 | 12.8  | 1.8  | 0.3 | 22.5 |
| 1989/90.  | Лејкерси | 79  | 79  | 37.2 | .480 | .384 | .890  | 6.6 | 11.5  | 1.7  | 0.4 | 22.3 |
| 1990/91.  | Лејкерси | 79  | 79  | 37.1 | .477 | .320 | .906  | 7.0 | 12.5  | 1.3  | 0.2 | 19.4 |
| 1995/96.  | Лејкерси | 32  | 9   | 29.9 | .466 | .379 | .856  | 5.7 | 6.9   | 0.8  | 0.4 | 14.6 |
| Каријера  | Каријера | 906 | 870 | 36.7 | .520 | .303 | .848  | 7.2 | 11.2  | 1.9  | 0.4 | 19.5 |
| Ол-стар   | Ол-стар  | 11  | 10  |      | .489 | .476 | .905  |     |       |      |     | 16.0 |

### Плеј-оф
| Сезона   | Екипа    | ОУ  | СУ  | МПУ  | ПШ%  | 3П%  | СБ%  | СПУ  | АПУ  | УПУ | БПУ | ППУ  |
| -------- | -------- | --- | --- | ---- | ---- | ---- | ---- | ---- | ---- | --- | --- | ---- |
| 1980†    | Лејкерси | 16  | 16  | 41.1 | .518 | .250 | .802 | 10.5 | 9.4  | 3.1 | 0.4 | 18.3 |
| 1981     | Лејкерси | 3   | 3   | 42.3 | .388 | .000 | .650 | 13.7 | 7.0  | 2.7 | 1.0 | 17.0 |
| 1982†    | Лејкерси | 14  | 14  | 40.1 | .529 | .000 | .828 | 11.3 | 9.3  | 2.9 | 0.2 | 17.4 |
| 1983     | Лејкерси | 15  | 15  | 42.9 | .485 | .000 | .840 | 8.5  | 12.8 | 2.3 | 0.8 | 17.9 |
| 1984     | Лејкерси | 21  | 21  | 39.9 | .551 | .000 | .800 | 6.6  | 13.5 | 2.0 | 1.0 | 18.2 |
| 1985†    | Лејкерси | 19  | 19  | 36.2 | .513 | .143 | .847 | 7.1  | 15.2 | 1.7 | 0.2 | 17.5 |
| 1986     | Лејкерси | 14  | 14  | 38.6 | .537 | .000 | .766 | 7.1  | 15.1 | 1.9 | 0.1 | 21.6 |
| 1987†    | Лејкерси | 18  | 18  | 37.0 | .539 | .200 | .831 | 7.7  | 12.2 | 1.7 | 0.4 | 21.8 |
| 1988†    | Лејкерси | 24  | 24  | 40.2 | .514 | .500 | .852 | 5.4  | 12.6 | 1.4 | 0.2 | 19.9 |
| 1989     | Лејкерси | 14  | 14  | 37.0 | .489 | .286 | .907 | 5.9  | 11.8 | 1.9 | 0.2 | 18.4 |
| 1990     | Лејкерси | 9   | 9   | 41.8 | .490 | .200 | .886 | 6.3  | 12.8 | 1.2 | 0.1 | 25.2 |
| 1991     | Лејкерси | 19  | 19  | 43.3 | .440 | .296 | .882 | 8.1  | 12.6 | 1.2 | 0.0 | 21.8 |
| 1996     | Лејкерси | 4   | 0   | 33.8 | .385 | .333 | .848 | 8.5  | 6.5  | 0.0 | 0.0 | 15.3 |
| Каријера | Каријера | 190 | 186 | 39.7 | .506 | .241 | .838 | 7.7  | 12.3 | 1.9 | 0.3 | 19.5 |

## Успеси

### Клупски
- Лос Анђелес лејкерси:
  - НБА шампион (5): 1980, 1982, 1985, 1987, 1988.
- Мичиген Стејт спартанси:
  - НЦАА шампион (1): 1979.

### Појединачни
- Најкориснији играч НБА (3): 1987, 1989, 1990.
- Најкориснији играч НБА финала (3): 1980, 1982, 1987.
- Најкориснији играч НБА Ол-стар меча (2): 1990, 1992.
- НБА Ол-стар меч (12): 1980, 1982–1992.
- 50 најбољих играча у историји НБА
- Члан Кошаркашке куће славних

### Репрезентативни
- Америчко првенство:  1992.
- Олимпијске игре:  1992.